# Corleto Monforte
Pour les articles homonymes, voir Corleto.
Corleto Monforte est une commune italienne de la province de Salerne, dans la région Campanie.

## Administration
| Période                                  | Période | Identité | Étiquette | Qualité |
| ---------------------------------------- | ------- | -------- | --------- | ------- |
|                                          |         |          |           |         |
| Les données manquantes sont à compléter. |         |          |           |         |

### Communes limitrophes
Auletta, Petina, Polla, Roscigno, Sacco, San Pietro al Tanagro, San Rufo, Sant'Angelo a Fasanella, Sant'Arsenio, Teggiano.